# Eiserner Union
Die Verbundgrube Eiserner Union war ein Eisenerzbergwerk bei Eisern, heute Stadtteil von Siegen im Siegerland. Sie lag am westlichen Hang der Eisernhardt im oberen Hengsbachtal auf ca. 370 m Höhe und war eine der tieferen Gruben in der Eiserner Gemarkung.

## Gangmittel
Hauptgangmittel waren die Rader Gänge (Altes Rad, Wasserrad usw.) mit einer Länge von 75 bis 120 m und einer Mächtigkeit von 0,75 bis 1,25 m, der Gang Sinternzeche, bis zu 250 m lang und durchschnittlich 1 m mächtig sowie der Gang Unionsstollen. Die meisten der vielen kleinen Gangvorkommen waren bis in die 1860er bereits verloren gegangen. Geführt wurde hauptsächlich Brauneisenstein, teils mit Eisenglanz durchwachsen. Der Gang Eisernes Kreutz war 60 m lang, 0,3–1,5 m mächtig und führte Spateisenstein mit Kupferkies und Zinkblende. Neben- oder kleinere Gangmittel waren Vitternzeche, Mittelste Birke (3–5 m, teils unter 0,5 m mächtig), Einsturz, Harteborn, Abendstern, Friedensburg und Taubes Rad. Ab der 7. Sohle wurden die Vorkommen der Grube schlechter.

## Geschichte
1801 wurde der Unionsstollen in der Hengsbach zur Lösung der Gruben Friedensburg, Harteborn, Abendstern und Hinterste Sinternzeche angelegt. 1869 wurden aus ihm 3.940 t Brauneisenstein gefördert. Dies war zu diesem Zeitpunkt die höchste Förderung der im Unionsgebiet liegenden Gruben. 1871 wurde der gut 2 km lange Morgenröther Erbstollen angelegt.
1887 erfolgte die Konsolidation der verbleibenden, auf den Gängen bauenden Gruben zum Verbund Eiserner Union. Im Morgenröther Erbstollen wurde bereits drei Jahre zuvor, 1884, ein Blindschacht, der Kuhmichelschacht angelegt. Dieser erreichte 1885 eine Teufe von 53 m und später eine Gesamtteufe von 109 m, auf denen zwei Sohlen angelegt wurden. Zum Rauchabzug wurde ein Überbruch bis zur Erdoberfläche gehauen und am Westhang des Berges ein gemauerter Schornstein errichtet. Im April 1898 fanden die ersten Seilfahrten statt. Seit 1883 bestand bereits über den Morgenröther Stollen eine Anbindung an die Eisern-Siegener Eisenbahn in der Nähe der Eiserner Hütte. 1899 erfolgte der Verbund mit der benachbarten Grube Glücksbrunnen. Im Jahr 1900 wurde zum tieferen Aufschluss der Gänge in der Nähe des Unionsstollen ein Tagesschacht angelegt. Dieser war fünf Meter im Durchmesser groß, erreichte 1901 eine Teufe von ca. 130 m und erreichte damit den Morgenröther Erbstollen. Im gleichen Jahr wurde die Grube aufgrund Kapitalmangels gestundet.
Bereits 1906 wurde der Betrieb mit 40 Bergleuten wieder aufgenommen. Im gleichen Jahr wurden knapp 10.400 t Eisenstein gefördert. Aufschlussarbeiten zeigten einen positiven Gangverlauf der Mittel. Es folgten der Bau einer Aufbereitung- und Röstanlage sowie einer Seilbahn bis zur Eiserner Hütte an die Eisern-Siegener Eisenbahn. Der weitere Abbau erfolgte größtenteils auf den Glücksbrunner Gängen. Bis 1908 stieg die Förderung nicht besonders an, 99 Bergleute bauten 10.573 t Eisenerz ab. 1909 erreichte man die vierte oder 450-m-Sohle. 1911 folgte die fünfte und ein Jahr später die sechste oder 560-m-Sohle. Die gesamte Teufe des Schachtes betrug 615 m. Auf der siebten Sohle wurde um 1915 ein Blindschacht bis zur zehnten Sohle in 760 m Teufe angelegt, um näher an die Glücksbrunner Mittel zu kommen. Die Gesamtteufe bis zur Erdoberfläche betrug danach 788,9 m. Die Aufschlüsse der mittlerweile zur Deutsch-Luxemburger Bergwerks AG gehörenden Grube waren allerdings mäßig. Am 31. Juli 1925 wurde sie überraschend stillgelegt.

### Konsolidationsgruben
- Eisernes Kreuz, 1883/84 in Betrieb. Gefördert wurden Spateisenstein mit Kupferkies und Zinkblende.
- Glücksbrunnen, einer der größten Betriebe des Verbunds. Der Glücksbrunner Stollen wurde um 1800 angelegt. 1899 erfolgte die Konsolidation mit Eiserner Union. 1900 wurde ein unbekannter Eisensteingang 160 m über der Stollensohle entdeckt. Die Grube hatte Anschluss an die Eisern-Siegener Eisenbahn. Gefördert wurden 1865 5.370 t, 1866 6.605 t und 1885 1.460 t Eisenerz sowie im selben Jahr 4 t Kupfererz. Die Gangmittel waren zwischen 1 und 4 m mächtig.
- Haus Oranien, um 1800 wurde ein Erbstollen angelegt. 100 kg Kupferkies enthielten bis zu 28 % Kupfer; 100 kg Fahlerz bis zu 980 g Silber.
- Hohler Stein wurde 1655 erstmals erwähnt. Ein Stollen war im Leimbachtal angehauen. Tiefbau erfolgte ab 1880, der Schacht hatte die Maße 2,6 × 4 m bei einer Teufe von „nur“ 175 m. Er wurde nach der Stilllegung bis 1969 verfüllt. 1879 förderten acht Belegschaftsmitglieder ca. 938 kg Eisenerz (18,24 Ctr), 1885 waren es bereits 4.527 t Spateisenstein.